# Ernst Lubitsch
Ernst Lubitsch (Berlín, Alemanya, 28 de gener de 1892 - Hollywood, Los Angeles, Estats Units, 30 de novembre de 1947) va ser un director de cinema estatunidenc d'origen alemany.
Després d'un inici brillant a Alemanya, fou cridat a Hollywood, on s'instal·là el 1923. Hi començà una carrera que el situà com un dels millors realitzadors de la comèdia lleugera i d'humor, que de vegades incloïa una sàtira política.
Va dirigir, entre d'altres, Ser o no ser (1942), Ninotchka (1939) i The Shop Around the Corner (1940).

## Biografia

### Joventut

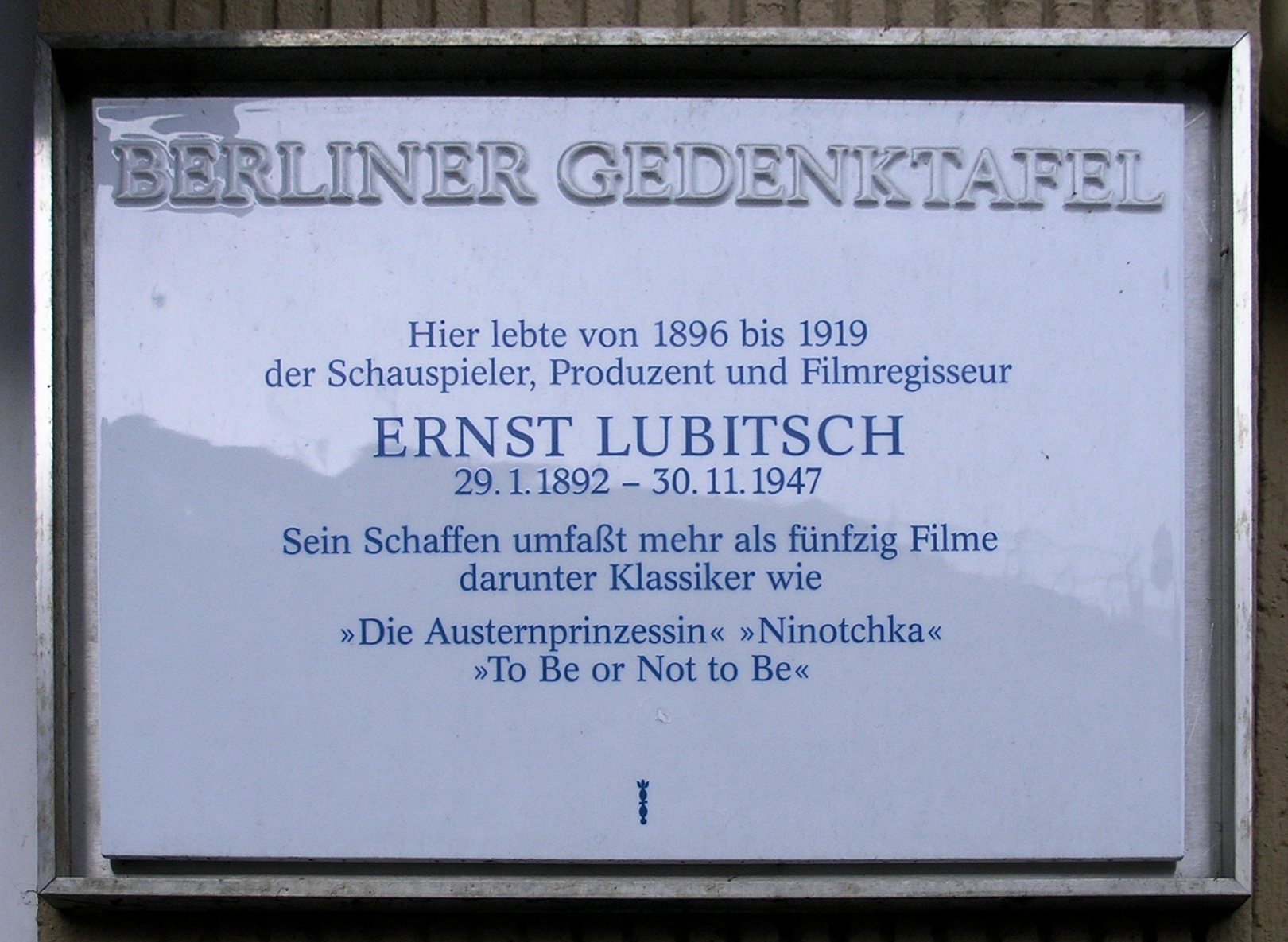
Placa commemorativa a la casa de Schönhauser Allee 183, a Prenzlauer Berg de Berlín.

Ernst Lubitsch era fill d'un sastre berlinès, Simon, que tenia a Berlín un reputat magatzem de roba per homes, i la seva esposa Anna (de soltera Lindenstaedt) Lubitsch. Els seus pares eren jueus asquenazites, el seu pare venia de Grodno a l'actual Belarús, la seva mare de Wriezen a Brandenburg. Simon provenia d'un llarg llinatge de Hofjuden («jueus de tribunal»). Ernst, fill únic, neix el 28 de gener de 1892, i rep una educació cuidada, que comprèn igualment les arts dramàtiques. Cansat d'estudiar i fascinat pel teatre, abandona l'escola als 16 anys. Simon no accepta gaire la vocació del seu fill i el posa a treballar al magatzem. Sis mesos més tard, ha de penedir-se'n, ja que el fill es mostra poc hàbil: «El meu fill és un Schlemihl. És incapaç de penjar un vestit sense fer-ne caure cinc».
Decideix doncs posar-lo de comptable, cosa que dona a Ernst l'ocasió de portar una doble vida: treballa de dia i es consagra a la seva passió teatral de nit. Amb la intermediació de Victor Arnold, actor força conegut de l'època, Lubitsch obté diversos petits treballs en cabarets. Com se'n surt força bé, Arnold decideix presentar-lo a Max Reinhardt, director del Deutsches Theater de Berlin, que l'integra en la seva tropa, i on treballa ja Emil Jannings. Lubitsch obté així segons papers en peces clàssiques: interpreta sobretot el Famulus Wagner a Faust. El 1912, una de les representacions del Mirakel (Miracle) de Karl Gustav Vollmoeller (1887-1948) va ser filmada. El mateix any, Lubitsch esdevé el que fa de tot a l'studio Bioscop de Berlin, per complementar els seus ingressos. El cinema és en plena expansió a Alemanya. El 1913, se'l contracta com a actor, cosa que Lubitsch accepta no per interès pel setè art naixent, sinó per raó d'un salari elevat: 20 marcs per dia, comparats amb els 100 marcs al mes que guanyava amb Reinhardt. Fa el seu primer paper verificable a Die ideale Gattin.
Fa papers còmics a Shuhpalast Pinkus, i sobretot a la sèrie de pel·lícules Meier, realitzada la majoria del temps per quasi-desconeguts però produïda per Paul Davidson, dirigent de l'Union-Film, en la qual crea el personatge de «Meier», arquetip del còmic jueu alemany. «Amb aquestes pel·lícules, esdevé el còmic més vist del cinema alemany, tan popular com Max Linder a França i Harold Lloyd o Chaplin a Amèrica a la mateixa època.»

### Període alemany
El 1914, als guionistes els manquen idees, però a Lubitsch no n'hi falten. Més tard Lubitsch va dirigir ell mateix. La seva primera pel·lícula va ser Blindekuh (1915) i de tant en tant apareixia com a actor. El seu triple paper d'actor-director-autor satisfà Davidson i ofereix a Lubitsch un augment de salari. En els quatre anys de guerra, Lubitsch munta nombroses pel·lícules, preparades per a aixecar la moral de la població alemanya, i deixa a més els primers papers: s'acontenta amb els segons.
Després de realitzar inicialment pel·lícules de bufetades, el 1918, dirigeix Die Augen der Mumie Ma, un drama amb Pola Negri i Emil Jannings. El mateix any, realitza Carmen. El 1919, triomfa amb Die Austernprinzessin, encara una comèdia. Segueixen drames històrics (Ann Boleyn) i comèdies, que fan d'ell un director de mida internacional. L'anomenen fins i tot «el David Wark Griffith alemany», i el 1921, és convidat als Estats Units per primera vegada.
L'equip de cinema de Lubitsch incloïa regularment el guionista Hanns Kräly, els càmeres Theodor Sparkuhl i Alfred Hansen i l'escenògraf Kurt Richter.

### Període hollywoodienc
Abandona Alemanya el 1922, a l'edat de trenta anys, per anar a Hollywood per invitació de Mary Pickford. Vol que la dirigeixi a Dorothy Vernon of Haddon Hall. Ell refusa el projecte, però la dirigeix a Rosita el 1923, la seva primera pel·lícula americana, tot un èxit. Té contracte amb la Mary Pickford Company; és un treballador acarnissat i cada pel·lícula sembla superar la precedent en qualitat i èxit comercial. Es comença a parlar del Toc Lubitsch: elegància i sofisticació en la sàtira, sentit del ritme i de l'el·lipsi. En aquest sentir, cal destacar l'influència decisiva que va tenir sobre la seva filmografia americana la pel·lícula A Woman of Paris, a la que feia referència com una obra mestra.
El 1926, fitxa per la Paramount i realitza la seva primera pel·lícula parlada el 1929: The Love Parade amb Maurice Chevalier i Jeanette MacDonald que obté sis nomenaments als Oscars entre els quals el de millor pel·lícula. Amb l'aparició del so, brillants diàlegs s'afegeixen al toc Lubitsch (mai no surt als crèdits com a guionista o dialoguista). L'any 1925 obté finalment un permís de residència: fins aleshores evitava el Servei d'Immigració gràcies a la Warner.
El 1935, el règim nazi li retira la nacionalitat alemanya. El mateix any, esdevé director de les produccions de la Paramount, l'únic director de Hollywood que dirigia un gran estudi. El 27 de juliol de 1935, es casa amb Vivian Gaye, una actriu i agent artística britànica, nascuda Sanya Bezencenet l'any 1908. Tenen una única filla, Nicola Lubitsch, nascuda el 27 d'octubre de 1938. L'any 1936 la Paramount el relleva de les seves funcions de director de les produccions, i esdevé director a temps complet. El mateix any, pren la nacionalitat estatunidenca.
En aquest període, Lubitsch realitza les seves pel·lícules més conegudes, totes comèdies. Treballa amb els millors guionistes, sobretot Billy Wilder i Charles Brackett, i fa treballar totes les grans estrelles de l'època: Claudette Colbert, Gary Cooper, Marlène Dietrich, James Stewart, Carole Lombard, Gene Tierney. Va ser el primer que va fer sentir el riure de Greta Garbo, a Ninotchka. Les pel·lícules, malgrat el seu caràcter lleuger i brillant, aborden sovint preocupacions molt serioses i contemporànies: Ninotchka (1939) és una de les primeres pel·lícules a criticar el règim de Stalin; The Shop Around the Corner (1940) aborda la qüestió de l'atur i Jocs perillosos (1942) evoca la resistència al nazisme.

El 1947, Ernst Lubitsch rep un oscar honorífic (va ser nominat tres vegades i no va obtenir mai l'Oscar) però mor poc després, d'una crisi cardíaca, durant el rodatge de La senyora a l'abric d'hermine que va acabar Otto Preminger. Mor el 30 de novembre de 1947 a Bel-Air (Los Angeles). És enterrat en el Forest Lawn Memorial Park Cemetery a Glendale (Califòrnia). Al seu enterrament, Billy Wilder, afligit, va dir: 
| « | S'ha acabat en Lubitsch | » |

 respost per William Wyler
| « | Pitjor que això: s'han acabat les pel·lícules de Lubitsch | » |

## L'estètica de Lubitsch

### Els guions
Lubitsch va rodar únicament una pel·lícula a partir d'un guió original (Ser o no ser). Totes les altres han estat essencialment adaptacions, sovint molt lliures, d'obres teatrals. Lubitsch tenia preferència pels autors dramàtics hongaresos: Laszlo Aladar (Trouble in paradise), Melchior Lengyel (Ange, Ninotchka), Nikolaus László (The shop around the corner) i László But-Feketé (Heaven Can Wait). No obstant això, un dels seus guionistes preferits fou Samson Raphaelson, el qual va al·legar que a Lubitsch li encantava improvisar durant l'escriptura dels films.
Aquest repertori tenia l'avantatge de ser, per la distància, modificable pel realitzador, i Lubitsch no se'n va privar pas. Van venir a continuació els dramaturgs alemanys (Hans Müller per Monte Carlo, Leopold Jacobson i Felix Dortmann a partir d'una novel·la del mateix Müller a The Smiling Lieutenant , Lothar Schmidt a One Hour with You i Victor Léon i Leo Stein a La vídua alegre), i francès (Léon Xanrof i Jules Chancel a  The Love Parade, Maurici Rostand a L'homme que j'ai tué i Victorien Sardou a Illusions perdues). Cluny Brown constitueix una doble excepció, ja que el seu argument està tret d'una novel·la anglesa.

### La música
La música té un paper important a les pel·lícules de Lubitsch, com a complement de la paraula. El cineasta va fer compondre partitures originals per moltes de les seves pel·lícules mudes però lamentablement la majoria s'han perdut. Ja des dels seus inicis a Alemanya introduïa seqüències de ball en els films, com és el cas de La princesa de las ostras o So This Is Paris amb música xarleston.
L'ús més important de la música es troba a Angel. En efecte, el tema melòdic improvisat per un violonista, el vespre on Lady Barker i Anthony Halton es troben, precipita l'acció: Lady Barker la toca en el seu piano i la fa passar per una composició personal davant del seu espòs, però aquest escolta per telèfon com Anthony Halton també la interpreta.
Hi ha altres compositors als films de Lubitsch: el primer és Oscar Straus, un autor d'operetes contemporani de Franz Lehár. Lubitsch comença per fer una versió cinematogràfica d'una de les seves operetes creada l'any 1907 (The Smiling Lieutenant), més tard el cridarà per compondre la música original de One Hour with You. El segon és Friedrich Hollaender, compositor alemany nacionalitzat britànic amic de Marlene Dietrich, que redactarà la partitura de Desire i, sobretot, d'Angel.
Finalment, Werner R. Heymann, un músic més fosc però que es prestava força bé al llenguatge cinematogràfic. És el compositor més utilitzat per Lubitsch a quatre pel·lícules: Ninotchka, The shop around the corner, Aquest sentiment incert i Ser o no ser.

## Toc Lubitsch
El Toc Lubitsch és un concepte que ha rebut diferents tipus de definicions per molts personatges importants dins el món del cinema. Malgrat ser molt conegut, és difícil atribuir-li una única definió, ja que engloba diferents aspectes del cinema de Lubitsch.
Billy Wilder, un dels deixebles i guionistes d'Ersnt Lubitsch, defineix el Toc Lubitsch com a "L'ús elegant de la Superbroma. Ja s'havia fet una broma amb la qual el públic n'estava satisfet però Lubitsch afegia després una altra gran broma, la broma inesperada." Ho exemplifica amb una seqüència de La viuda alegre (1934). Lubitsch mostra com el rei se n'oblida el cinturó a l'habitació on es troba la seva esposa i en la qual ha entrat el personatge de Maurice Chevalier per festejar amb ella. El rei torna a entrar a l'habitació però Lubitsch no deixa que l'espectador entri amb ell, sinó que el deixa a la porta. D'aquesta manera aconsegueix que l'espectador creï una expectativa del que passarà a continuació. En tornar a sortir el rei, s'adona que el cinturó no és el seu perquè li va massa petit.
És aquest tipus d'humor àcid combinat amb diferents recursos propis del llenguatge cinematogràfic de Lubitsch, en especial l'elipsis d'accions que succeixen parcial o completament fora de camp, que donen forma a aquest concepte; la seva capacitat de suggerir més del que mostrava. Confia en la intel·ligència de l'espectador, ja que el director suggereix un concepte i és l'espectador qui l'arriba a imaginar a partir d'aquest suggeriment, i després busca de sorprendre'l amb un gir inesperat.
La indústria cinematogràfica dels Estats Units es trobava sota la censura del Codi Hays. Ernst Lubitsch tractava molt el gènere de la comèdia, sobretot un tipus de comèdia sexual. Els seus mecanismes visuals per suggerir imatges que realment no mostrava l'ajudava a saltar-se la censura i donar una idea explícita a l'espectador d'allò que realment volia mostrar.
Hi havia sempre un intertext eròtic molt subtil però evident, que li proporcionaven a les pel·lícules una aparença lleugera, però en el fons tenien un gran compromís tant moral com social. Un altre exemple on s'aprecia el Toc Lubitsch junt amb el compromís moral i social és a Ser o no ser (1943), pel·lícula en la qual Lubitsch va comptar les peripècies d'una companyia de teatre en la Varsòvia ocupada pels nazis amb un to burlesc i de reivindicació antibèl·lica.

## Filmografia com a director

### Etapa Alemana
- Fräulein Seifenschaum (1914)
- Aufs Eis Geführt (1915)
- Zucker Und Zimt (1915)
- Blindekuh (1915)
- Der Gemischte Frauenchor (1915)
- Robert und Bertram, die lustigen Vagabunden (1915)
- Sein Einziger Patient (1915)
- Der Kraftmeyer (1915)
- Der Letzte Anzug (1915)
- Als Ich Tot War (1915)
- Wo Ist Mein Schatz? (1916)
- Schuhpalast Pinkus (1916)
- Das Schönste Geschenk (1916)
- Der G.M.B.H.-Tenor (1916)
- Seine Neue Nase (1916)
- Keiner Von Beiden (1916)
- Käsekönig Holländer (1917)
- Der Blusenkönig (1917)
- Ossi's Tagebuch (1917)
- Wenn Vier Dasselbe Tun (1917)
- Das Fidele Gefängnis (1917)
- Prinz Sami (1917)
- Der Rodelkavalier (1918)
- Das Mädel Vom Ballett (1918)
- Ich Möchte Kein Mann Sein (1918)
- Der Fall Rosentopf (1918)
- Die Augen Der Mumie Mâ (1918)
- Meyer Aus Berlin (1918)
- Carmen (1918)
- Meine Frau, Die Filmschauspielerin (1919)
- Die Austernprinzessin (1919)
- Rausch (1919)
- Madame Dubarry (1919)
- Die Puppe (1919)
- Romeo Und Julia Im Schnee (1920)
- Kohlhiesels Töchter (1920)
- Sumurun (Sumurun (1920)
- Ann Boleyn (1920)
- Die Bergkatze (1921)
- Das Weib Des Pharao (1921)
- Die Flamme (1922)

### Etapa Americana
- Rosita (1923)
- The Marriage Circle (1924)
- Three Women (1924)
- Forbidden Paradise (1924)
- Kiss Me Again (1925)
- Lady Windemere's Fan (1925)
- So This Is Paris (1926)
- The Student Prince In Old Heidelberg (1927)
- The Patriot (1928)
- Eternal Love (1929)
- The Love Parade (1929)
- Paramount On Parade (codirecció) (1930)
- Monte Carlo (1931)
- The Smiling Lieutenant (1931)
- Cançó de bressol trencada (1932)
- One Hour with You (1932)
- Trouble in Paradise (1932)
- If I Had A Million (codirecció) (1932)
- Design for living (1933)
- La viuda alegre (1934)
- Angel (1937)
- Bluebeard's eighth wife (1938)
- Ninotchka (1939)
- The Shop Around the Corner (1940)
- Aquest sentiment incert (1941)
- Ser o no ser (1942)
- Heaven Can Wait (1943)
- Cluny Brown (1946)
- That Lady In Ermine (Finalitzada per Otto Preminger) (1948)

## Premis i reconeixements
Premis Oscar de 1946

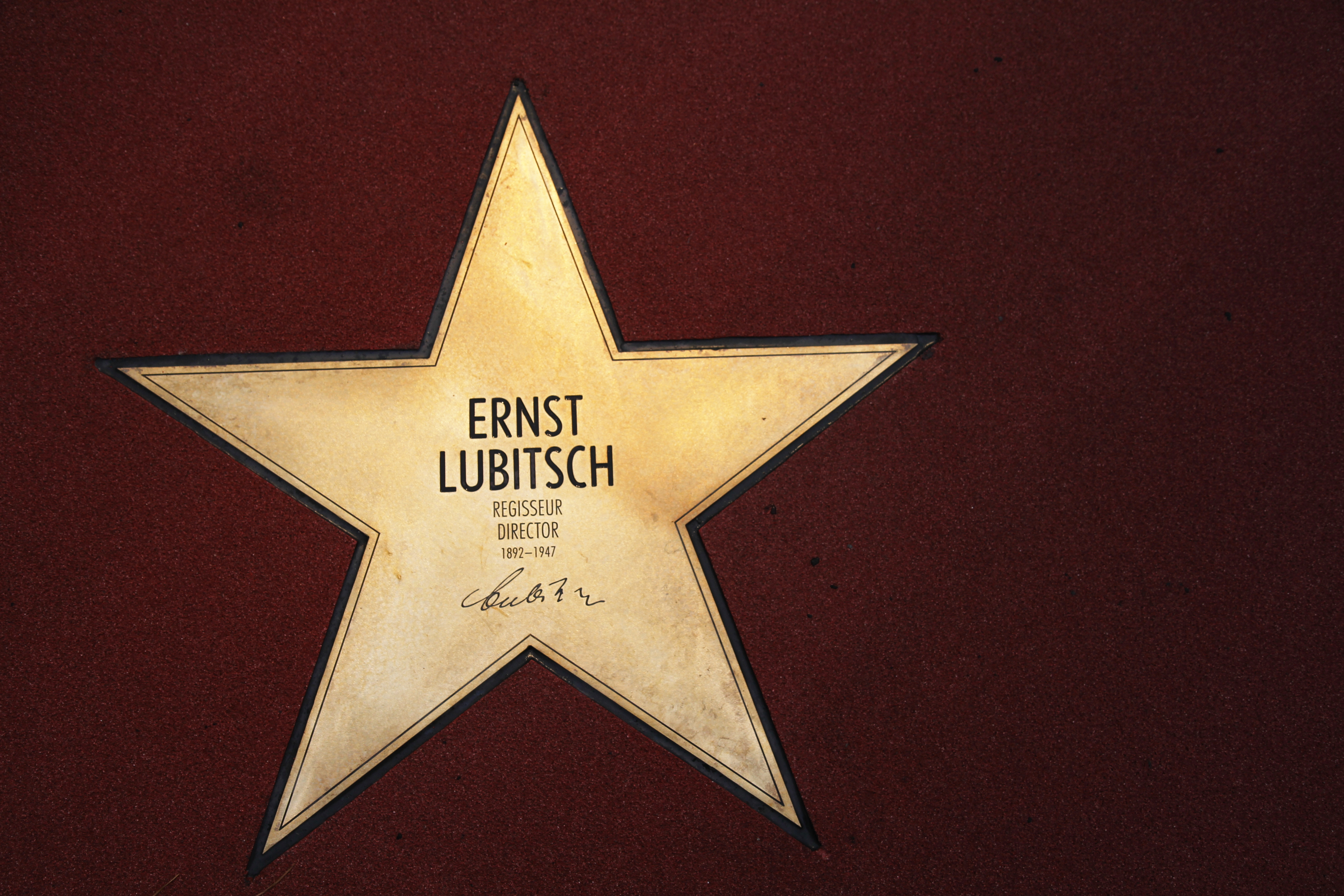
Estrella al Boulevard der Stars a Berlín.

- Premi Honorífic (Oscar honorífic per èxits destacats)

Altres
- Estrella al Hollywood Walk of Fame: 7040 Hollywood Blvd.
- Estrella al Boulevard der Stars a Berlín (2011)
- La figura de Lubitsch a mida natural, que Gunther Rometsch havia fet per l'artista Jürgen Walter el 1986 per al seu cinema Notausgang, es va presentar a la cerimònia de lliurament del Premi Ernst Lubitsch el 29 de gener de 2014 al Cinema Babylon es va instal·lar com a "convidat habitual d'honor" i es troba al llegendari Palau de Cinema Mud de Berlín a Rosa-Luxemburg-Platz a la fila 4 del mig.